# Epirhyssa prolasia
Epirhyssa prolasia là một loài tò vò trong họ Ichneumonidae.